# Liste der Stolpersteine in Bad Sachsa

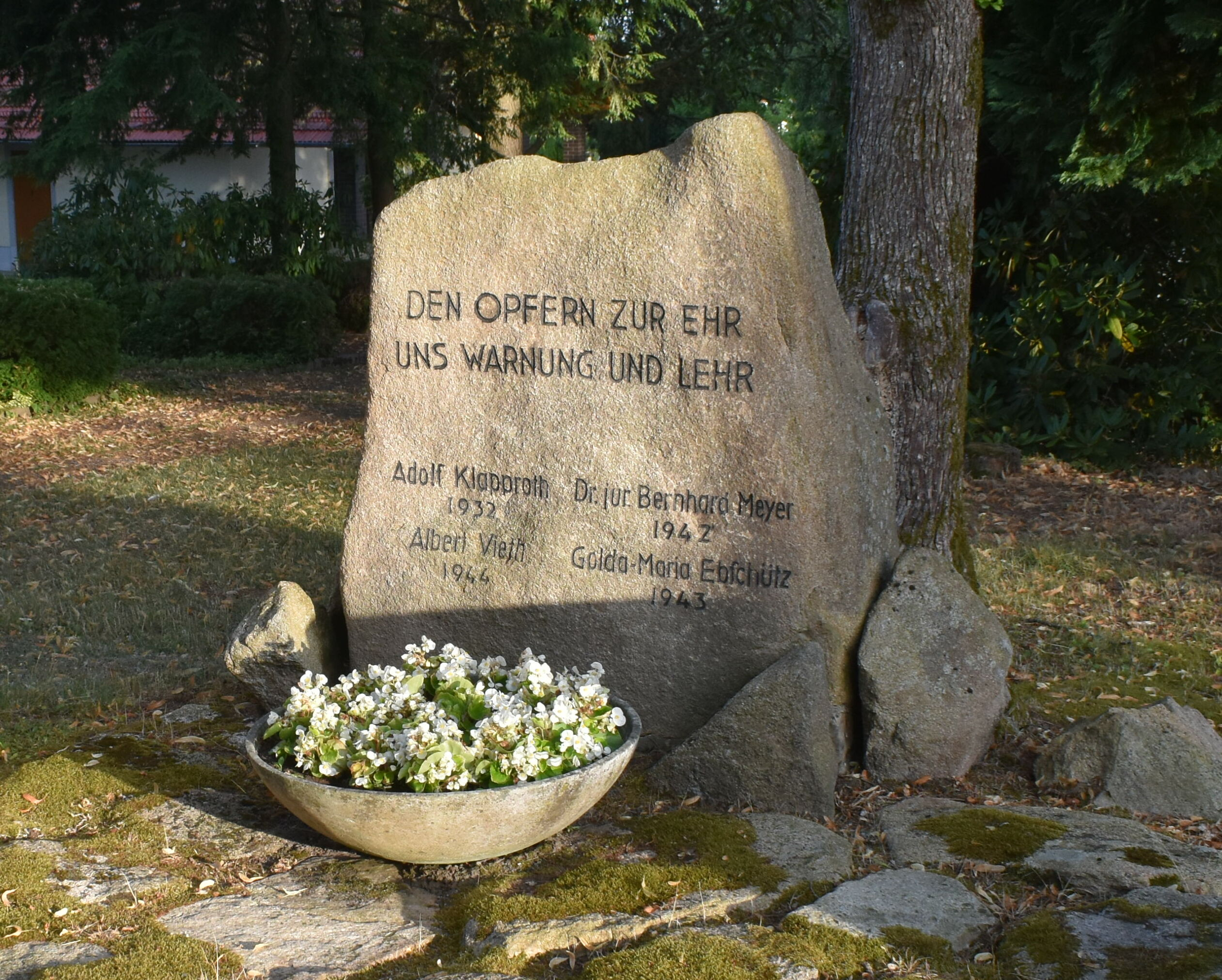
Gedenkstein für die Opfer des Nationalsozialismus auf dem Friedhof Bad Sachsa

Die Liste der Stolpersteine in Bad Sachsa enthält alle Stolpersteine, die im Rahmen des gleichnamigen Kunst-Projekts von Gunter Demnig in Bad Sachsa verlegt wurden. Am 16. Februar 2022 wurden vier Steine an vier Adressen verlegt.
Auf dem Friedhof am Pfaffenberg befindet sich seit 1956 ein Gedenkstein für die vier Opfer der Zeit des Nationalsozialismus, der auf Initiative des damaligen Stadtdirektors Willi Müller privat finanziert und aufgestellt wurde. Die Verlegung der Stolpersteine erfolgte auf Antrag der SPD-Fraktion im Stadtrat.

## Liste der Stolpersteine
| Bild                                         | Inschrift | Adresse           | Datum der Verlegung | Person |
| -------------------------------------------- | --- | ----------------- | ------------------- | --- |
| Bad Sachsa Stolperstein Bernhard Meyer       | Hier praktizierte Dr. Bernhard Meyer Jg. 1865 Berufsverbot 1933 gedemütigt / entrechtet Flucht in den Tod 12.8.1942             | Marktstraße 8/9 · | 16. Feb. 2022       | Bernhard Meyer (1865–1942) wurde am 6. März 1865 als Sohn jüdischer Eltern in Berlin geboren. Bevor er 1916 mit seiner Frau Therese nach Bad Sachsa zog, war er in Berlin als Magistratsrat tätig gewesen. In den 1920er Jahren konvertierte er vom jüdischen zum evangelischen Glauben. Ab 1928 war er niedergelassener Rechtsanwalt mit eigener Kanzlei in der Marktstraße in Bad Sachsa. Von 1918 bis 1933 war Meyer Stadtverordneter in Bad Sachsa, seit 1924 in einer von ihm geführten, der DVP nahestehenden Liste. Schon 1926 gab es Anfeindungen gegen ihn, als mehrere Fenster seiner Villa am Pfaffenberg eingeworfen wurden. Im Jahr 1933 wurde ihm per Gesetz zur Wiederherstellung des Berufsbeamtentums ein Berufsverbot erteilt und die Kanzlei geschlossen. Damit entfiel seine wirtschaftliche Existenzgrundlage und er konnte nur mit Hilfe von Einwohnern der Stadt und Verkäufen von Wertgegenständen überleben. Während dieser Zeit war er weiteren Schikanen und Demütigungen ausgesetzt. Er nahm sich am 12. August 1942, einen Tag vor der ihm angekündigten Deportation in ein Konzentrationslager, selbst das Leben. |
| Bad Sachsa Stolperstein Adolf Klapproth      | Hier wohnte Adolf Klapproth Jg. 1898 im Widerstand Reichsbanner überfallen 31.7.1932 von SA tot an den Folgen 6.8.1932          | Pfaffenwiese 14 · | 16. Feb. 2022       | Adolf Klapproth (1898–1932) wurde 1898 geboren und lebte in Bad Sachsa. Er hatte sich dem Reichsbanner Schwarz-Rot-Gold angeschlossen und war damit im politischen Widerstand gegen die aufstrebenden Nationalsozialisten. Als er sich in der Nacht zum 31. Juli 1932 mit anderen Angehörigen des Reichsbanners an der Walkenrieder Brücke befand, schossen Anhänger der NSDAP auf seine Gruppe. Klapproth und drei weitere Männer wurden getroffen und er erlag einige Tage später am 6. August 1932 seinen Verletzungen. Er war das erste Opfer der Nationalsozialisten in Bad Sachsa. |
| Bad Sachsa Stolperstein Golda-Maria Ebschütz | Hier wohnte Golda-Maria Ebschütz Jg. 1912 verhaftet 1942 `Staatsfeindliche Äusserungen` deportiert 1943 ermordet in Auschwitz   | Ringstraße 2 ·    | 16. Feb. 2022       | Golda-Maria Ebschütz (1865–1943) wurde am 13. August 1912 in Ciechanów geboren und lebte in Bad Sachsa. Gegenüber einer Kollegin äußerte sie sich Anfang des Jahres 1942 in der damaligen Kreisschulungsstätte “Fritz-Sauckel-Haus” mit „Hitler kann den Krieg wohl nicht gewinnen.“ Dies und der Umstand, dass sie Halbjüdin gewesen sei, führte dazu, dass sie verhaftet und nach Nordhausen verschleppt wurde. Am 2. März 1943 wurde sie über Paderborn – Hannover – Erfurt – Dresden in das Konzentrations- und Vernichtungslager Auschwitz deportiert. |
| Bad Sachsa Stolperstein Albert Vieth         | Hier wohnte Albert Vieth Jg. 1896 im Widerstand / KPD denunziert verhaftet 1941 `Rundfunkverbrechen` Arbeitslager ermordet 1944 | Uffestraße 1 ·    | 16. Feb. 2022       | Albert Vieth (1896–1944) wurde 1896 geboren und lebte in Bad Sachsa mit seiner Frau und sieben Kindern. Er war Mitglied der Kommunistischen Partei Deutschlands (KPD) und hatte einen ausländischen Radiosender gehört. Weil ihn seine Ehefrau denunzierte, wurde er 1941 wegen Rundfunkverbrechen verhaftet, entrechtet und zu drei Jahren Haft verurteilt. In einem Arbeitslager wurde er 1944 erschlagen. |